# 周維藩
周維藩（?—?），字价人，安徽省廬州府合肥縣人，中國清朝政治人物、進士出身。
光緒二十四年（1898年），参加光緒戊戌科殿試，登進士二甲138名。同年五月，改翰林院庶吉士。光緒二十九年四月，散館，授翰林院編修。陸軍少將，順天鄉試同考官，國史館協修，山西大同鎮總兵兼騎兵旅旅長正參謀官、總司令官、陸軍部咨議